# أوتم بلتيير
أوتم بلتيير (من مواليد 27 سبتمبر 2004) هي مدافعة عن حقوق الأنيشينابه السكان الأصليين من الأمة الأولى في جزيرة مانيتولين، أونتاريو، كندا. عينت مفوضاً رئيسياً للمياه لأمة هنود أونتاريو في عام 2019. خاطبت بلتيير قادة العالم في الجمعية العامة للأمم المتحدة بشأن قضية حماية المياه في عام 2018، وهي في سن الثالثة عشرة.

## الولادة والنشأة
ولدت بلتيير ونشأت في منطقة بحيرة هورون على أكبر مجموعات بحيرات المياه العذبة على الأرض. إنها تأتي من إقليم ويكويمكونغ، وهي محمية للأمم الأولى. التحقت بمدرسة سانت الأم تيريزا الثانوية وتعيش حاليًا في أوتاوا. نشأت بلتيير وهي تدرك أهمية الماء والحاجة إلى حمايته. بدأت في الدفاع عن الحق العالمي في الحصول على مياه الشرب النظيفة في سن مبكرة للغاية، ورفع مستوى الوعي بحقوق المياه وضمان وصول المجتمعات إلى مياه الشرب النظيفة والآمنة والموثوقة. حضرت بلتيير احتفالات المياه في محميات الأمة الأولى وهي في سن الثامنة. في حفل خاص أقيم في Serpent River First Nation في أونتاريو ، شاهدت علامات تحذيرية لمياه الشرب "السامة"، الناجمة عن عوامل مثل تسرب خطوط الأنابيب والتلوث. صُدمت بلتيير عندما أبلغتها والدتها عن 20 عامًا من النصائح الاستشارية بشأن الماء المغلي في المجتمع. كانت هذه التجربة بمثابة حافز لعمل بلتيير كحامية للمياه، وسرعان ما بدأت في المشاركة في احتفالات المياه في جميع أنحاء أونتاريو.
بينما تواصل بلتيير عملها من أجل الحصول على المياه النظيفة فيما يتعلق بالسكان الأصليين في جميع أنحاء كندا، فهي أيضًا الصوت الرائد والمدافع والناشط في جميع قضايا السكان الأصليين بما في ذلك التاريخ والعنصرية المستمرة وعدم دقة السكان الأصليين؛ نساء السكان الأصليين المفقودات والمقتولات والوصول والدعم لـ "الأطفال الذين يأتون من خلفنا" الذين واصلت التعبير عنهم؛ والحاجة إلى توجيه أفضل لما سيرثونه من الأرض والنظام البيئي. يأتي الكثير من إلهامها ومعرفتها المبكرة من عمتها الكبرى جوزفين ماندامين، وهي ناشطة معروفة في مجال المياه النظيفة ورئيسة حماية المياه السابقة لأمة أنيشنابيك، وهو اللقب الذي مُنح إلى بلتيير بعد وفاة مندامين في عام 2019.

## مواقف حول الحفاظ على المياه
تتوافق آراء بلتيير بشأن عدالة الحفظ مع المنظورات التقليدية للسكان الأصليين ويمكن وصفها بأنها علائقية، وتنطوي على قرابة وكذلك علاقة إنسانية مترابطة مع الطبيعة وجميع كائناتها.
كما أن بلتيير من أشد المؤمنين بدور المرأة في الدفاع عن المياه، موضحًة أن أول التعاليم التي يختبرهما جميع البشر عندما يكونون في الرحم هي حب الماء وحب الأم. وهكذا، وفقًا لبلتيير ، ترتبط النساء حقًا بالمياه بطريقة روحية، حيث يُعتقد أن الأشهر التسعة من حمل الطفل هي احتفال.
كما تؤمن بلتيير بقوة بقدرة الشباب على إحداث التغيير. إنها تدعم دعوة الشباب الآخرين لإحداث التغيير بشكل جماعي، حيث سيتخذ الشباب قرارات مستقبلية لبلدانهم. وتعرب عن إحباطها من الطريقة التي يجب على الشباب أن "يدفعوا بها ثمن الأخطاء التي ارتكبها الأسلاف". على الرغم من هذا الإحباط، تصف شعورها بالرضا تجاه عملها والشباب الآخرين الذين يتقدمون لاتخاذ الإجراءات اللازمة. تعمل بلتيير بشكل وثيق جدًا مع مؤسسة Dreamcatcher Charitable لتوفير الإغاثة على المدى القصير لوصول المياه لأكثر من 500 منزل في مجتمعات الأمة الأصلية (اعتبارًا من 23 نوفمبر 2022). تعتبر شراكتهم المستمرة واحدة من أكبر جهود الإغاثة الإنسانية عبر مجتمعات السكان الأصليين للأمم الأولى التي لا يتم دعمها أو تمويلها على الإطلاق من قبل الحكومة الكندية.
يتمثل أحد الجوانب الرئيسية لعمل بلتيير في نشاطها في مجال العدالة البيئية. ناقشت تحديات العنصرية البيئية ضد مجتمعات الأمم الأولى في كندا في مجال حقوق المياه. جادلت بلتيير بأن مطالب السكان الأصليين في كندا يتم تجاهلها وتقليلها باستمرار بسبب أصلهم. لفتت بلتيير الانتباه إلى التفاوتات في معاملة السكان الأصليين في كندا مقارنة بالكنديين من غير السكان الأصليين، حيث قارنت تجربة مواطني الأمم الأولى (الذين غالبًا ما يواجهون وحشية الشرطة والقمع السياسي والعنصرية)، مع تجربة الكنديين البيض الذين يعيشون في مجتمعات نائية، الذين لم يحرموا أبدًا من الحصول على المياه.

## مناصرة المياه وتأثيرها
اكتسبت بلتيير في سن الثانية عشرة إشعارًا محليًا ودوليًا في اجتماع عام 2016 لجمعية الأمم الأولى عندما قدمت لرئيس الوزراء الكندي جاستن ترودو وعاء ماء نحاسيًا، وعلى الرغم من أنه لم يكن لديها الوقت لإلقاء خطابها المُعد، فقد واجهت ترودو على سجله في حماية المياه ودعمه لخطوط الأنابيب.
عند التفكير في المواجهة مع رئيس الوزراء ترودو في مقابلة عام 2020 ، تذكرت بلتيير كيف تساءلت كيف يمكن للجمهور أن يثق برئيس الوزراء ترودو بالنظر إلى سجله البيئي الباهت، مما يسلط الضوء على نفاق ترخيص ترودو لبناء خط أنابيب كيندر مورجان (والذي سبقه تسرب نفطي كبير في كولومبيا البريطانية).
ألهم عملها جمعية الأمم الأولى لإنشاء صندوق Niabi Odacidae. اكتسبت بلتيير مزيدًا من الاهتمام عندما تحدثت في المنتدى العالمي للمناظر الطبيعية في مدينة نيويورك في سبتمبر 2018، حيث خاطبت الأمم المتحدة وصناع القرار المهمين. سمح هذا المؤتمر أيضًا لبلتيير بنشر الوعي بقضيتها على مستوى العالم. دُعيت بلتيير أيضًا للتحدث في قمة العمل المناخي التي عقدها الأمين العام للأمم المتحدة في نيويورك، في 2018 و 2019.
تنشط بلتيير على العديد من منصات الوسائط الاجتماعية وغالبًا ما تكون متصلة مساهمة عبر شبكات البث الدولية والمنصات عبر الإنترنت. لديها أكثر من 200000 متابع عبر المنصات، وتستخدمهم لنشر الوعي بعدم المساواة بين السكان الأصليين وقضايا الدفاع عن المياه، وتلقي الدعم من الشباب والسياسيين والنشطاء الآخرين. وقد لفتت الانتباه إلى عدم وجود مياه شرب نظيفة في مجتمعات السكان الأصليين في كندا.
عُينت بلتيير في أبريل 2019 رئيس مفوض المياه من قبل أمة أنيشينابه. وشغلت خالتهاهذا المنصب سابقًا، جوزفين ماندامين، التي توفيت في عام 2019. أوضح رئيس مجلس أنيشينابه Nation Ground الحالي، غلين هير ، في وقت اختيارها كيف كان قرارًا بسيطًا للغاية: "لدى اوتم معلومات شاملة عن المياه. لقد جذبت الانتباه العالمي إلى قضايا المياه في بلدنا منذ بضع سنوات". من خلال دورها كمفوض رئيسي للمياه، تمثل بلتيير 39 دولة أولى في أونتاريو وهي مسؤولة عن نقل اهتمامات المجتمع إلى مجلس أنيشينابيك.
استجابةً لوباء COVID-19، تحدثت بلتيير عن الأهمية المتزايدة للوصول إلى المياه النظيفة كمسألة صحية عامة لمجتمعات الأمم الأولى، حيث كان تفشي المرض شديدًا بشكل خاص. تعتقد بلتيير أن الاستجابة لوباء COVID-19 على مستوى العالم قد مهدت الطريق للاستجابة لقضية أزمة مياه الشرب بالنسبة للأمم الأولى في كندا، وتأمل أن يكون التغيير ممكنًا.
عشية اليوم الوطني للحقيقة والمصالحة في كندا في 29 سبتمبر 2022، أُشير إلى عريضة أوتم بلتيير التي تطالب بحلول المياه النظيفة في خطاب برلماني في مجلس العموم وتستمر في الدخول في المحادثات حيث تضم العريضة أكثر من 112000 توقيع وتتزايد.

## الجوائز والتقدير
- واحدة من أفضل 3 مرشحين نهائيين لجائزة السلام الدولية للأطفال لعام 2022
- رشحت لجائزة السلام الدولية للأطفال، 2017، 2018، 2019. [20][21][22][23]
- Canadian Living Me to We جائزة الشباب في العمل أقل من 12 عامًا، 2017.[12]
- جائزة مواطنون أونتاريو الصغار ، أونتاريو صحافة منظمة، 2017.[24]
- الميدالية السيادية للعمل التطوعي الاستثنائي، بقلم الحاكم العام لكندا ونائب حاكم أونتاريو ، مارس 2017[25]
- جائزة أوتاوا ريفر كيبر ، 2018.[26]
- جائزة Water Warrior في مهرجان أفلام المياه الوثائقية في تورنتو ، 2019.[27]
- جائزة القائد الشاب، جائزة جمعية الخدمات الاجتماعية ببلدية أونتاريو ، 2019.[28]
- أختيرت ضمن أفضل 30 تحت 30 في أمريكا الشمالية في مجال التربية البيئية التي تحدث فرقًا، 2019.[29]
- أُدرجت ضمن قائمة 100 إمرأة BBC لعام 2019.[30]
- أدرج أسمها على قائمة ماكلين المكونة من 20 شخصًا للمشاهدة في عام 2020.[31]
- أدرجت في قائمة Huffington Post التي تضم 15 رمزًا كنديًا سرقوا قلوبنا في عام 2019.[32]
- أدرجت في قائمة اتحاد العلماء المهتمين لعام 2019 عن المدافعين عن العلوم.[33]
- حصلت على لقب امرأة العام في Chatelaine 2019.[34]
- "كوكب تحت المجهر" Rob Stewart Youth Eco-Hero ، 2019.[13]
- فيلم وثائقي قصير The Water Walker ،2020[6]
- جائزة RevolutionHer Community Vision Youth ،2021 [6]